# Museo de Etnología de Leiden
El Museo de Etnología de Leiden es el museo etnográfico nacional de los Países Bajos situado en la ciudad universitaria de Leiden. A partir de 2014, el museo, junto con el Tropenmuseum de Ámsterdam y el Afrika Museum en Berg en Dal, conforman el Nationaal Museum van Wereldculturen (Museo Nacional de Culturas del Mundo).

## El primer museo etnográfico de Europa
La institución que en un principio se llamó Museum Japonicum (Museo Japonés), fue el primer museo en Europa que fue diseñado para demostrar que coleccionar los artefactos del ser humanopodía significar más que la mera acumulación de curiosidades. Desde el principio, esta innovadora institución incorporó al menos cuatro principios básicos: coleccionismo, investigación científica, presentación al público y orientación educativa.
En 1816 el Koninklijk Kabinet van Zeldzaamheden se formó en La Haya como un intento de iniciar un museo de artefactos científicos de todo el mundo, basado en colecciones reales y un gran grupo de artefactos chinos de colecciones privadas. Gracias a los primeros esfuerzos de esta organización, a principios del decenio de 1830, cuando Philipp Franz Balthasar von Siebold abandonó la agitación política de la Bélgica revolucionaria por la relativa calma de la Universidad de Leiden, se inspiró en el primer director de museo, R.P. van de Kasteele, para reunir objetos japoneses para su colección. La donación resultante de unos 5000 objetos se convirtió en el corazón de los fondos del nuevo museo. La casa de Siebold en Leiden -y los objetos que trajo a Europa después de ocho años en Japón- se abrió al público a principios de la década de 1830 (en la actualidad su colección se conserva en el SieboldHuis). La corona holandesa había adquirido previamente las colecciones más pequeñas de Jan Cock Blomhoff en 1826 y de Johannes Gerhard Frederik van Overmeer Fischer en 1832. Estas se fusionaron con las que Siebold otorgó al rey Guillermo I; y se convirtieron en elementos cruciales en la creación de lo que se convirtió en el Museum voor Volkenkunde, o Museo Etnográfico de Leiden en 1837. Esta institución se convertiría más tarde en el Museo Nacional de Etnología.
En 1843, Siebold también alentó a otros europeos a crear instituciones etnográficas similares a las que se estaban desarrollando en Leiden. Insistió «en la importancia de su creación en los estados europeos que poseían colonias porque estas instituciones podían convertirse en un medio para comprender a los pueblos sometidos y para despertar el interés del público y de los comerciantes, condiciones necesarias para un comercio lucrativo que beneficie a todos».

## Colecciones

Diseño en el frente de la Placa de Leiden, una famosa placa de cinturón maya hecha de jadeíta de Guatemala que se encuentra en el museo.

La colección contiene hoy en día un gran número de objetos procedentes de África, China, Indonesia, Japón, Corea, América Latina, América del Norte, Oceanía y Asia. En el desarrollo de la colección, el museo ha dedicado una atención significativa a la adquisición de material que ilustre el desarrollo histórico de las culturas del mundo; pero la génesis de los fondos del museo comenzó con el material reunido durante los años en que Japón estuvo oficialmente cerrado, excepto por una pequeña isla en el puerto de Nagasaki: Dejima.

### Colección de Blomhoff
Como Opperhoofd (o jefe de comercio) de la Compañía Holandesa de las Indias Orientales (Vereenigde Oostindische Compagnie o VOC) en la isla de Dejima en el puerto de Nagasaki de 1817 a 1823, Jan Cock Blomhoff, a pesar de la política japonesa de «puertas cerradas» para los occidentales (sakoku), transportó a su esposa, Titia, y a sus hijos para que se le unieran. Los japoneses respondieron previsiblemente expulsando tanto a Blomhoff como a su familia; pero esa experiencia amplió la gama de artículos domésticos y otros objetos que acumuló durante su estancia en Japón.

### Colección de Fischer
Johannes Gerhard Frederik van Overmeer Fischer comenzó como empleado en Dejima y más tarde fue ascendido a «Maestro de la Casa de Paquetes» (pakhuismeester). Durante su estancia en  Japón, el acceso de Fisher a la cultura japonesa fue limitado; pero dentro de su universo de contactos, pudo acumular una considerable colección de objetos "ordinarios" que fueron plausiblemente pasados por alto por otros. Este material fue traído a los Países Bajos en 1829. En 1833 publicó Bijdrage tot de kennis van het Japansche rijk (Contribución al conocimiento del Estado japonés).

### Colección de Siebold
En su calidad de médico que practicaba la medicina occidental en Nagasaki (1823-1829), Philipp Franz von Siebold recibió un pago en especie con una variedad de objetos y artefactos que más tarde recibirían una atención académica imprevista en Europa. Estos objetos cotidianos se convirtieron más tarde en la base de su gran colección etnográfica, que consistía en artículos domésticos cotidianos, grabados en madera, herramientas y objetos artesanales utilizados por el pueblo japonés a finales del período Edo. Se publicó más información sobre este material en el Nippon de Siebold. Su interés profesional se centró especialmente en los utensilios utilizados en la práctica de la medicina tradicional japonesa. A partir de 2005, un museo independiente situado en una de las antiguas casas de Siebold, el SieboldHuis, alberga parte de la colección.

## Placa de Leiden
La placa de Leiden es una placa de cinturón maya y un importante artefacto histórico de Guatemala. Está representada en el reverso de un billete de un quetzal guatemalteco.

## Galería

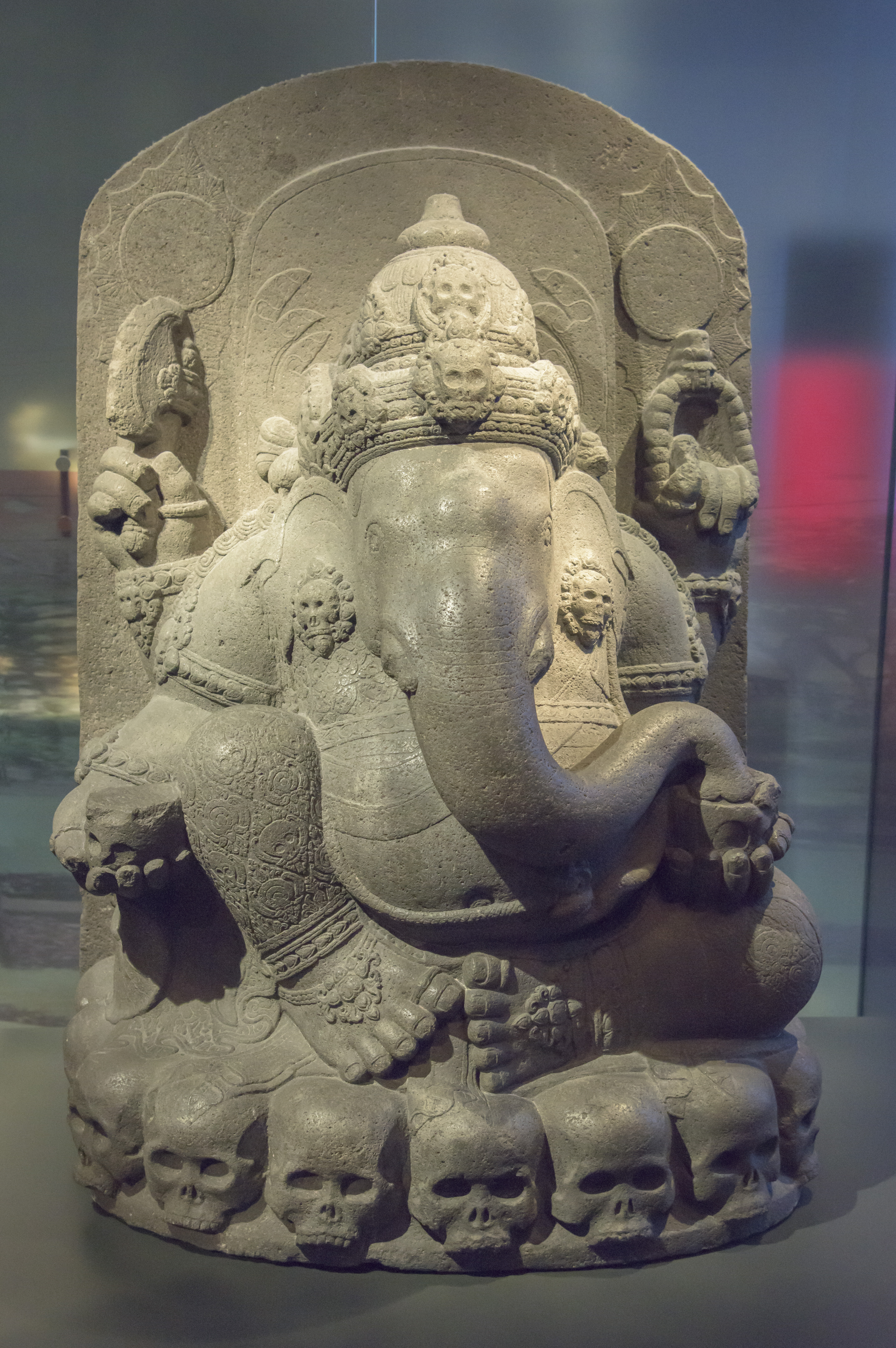
Ganesha sentado en un anillo de cráneos.
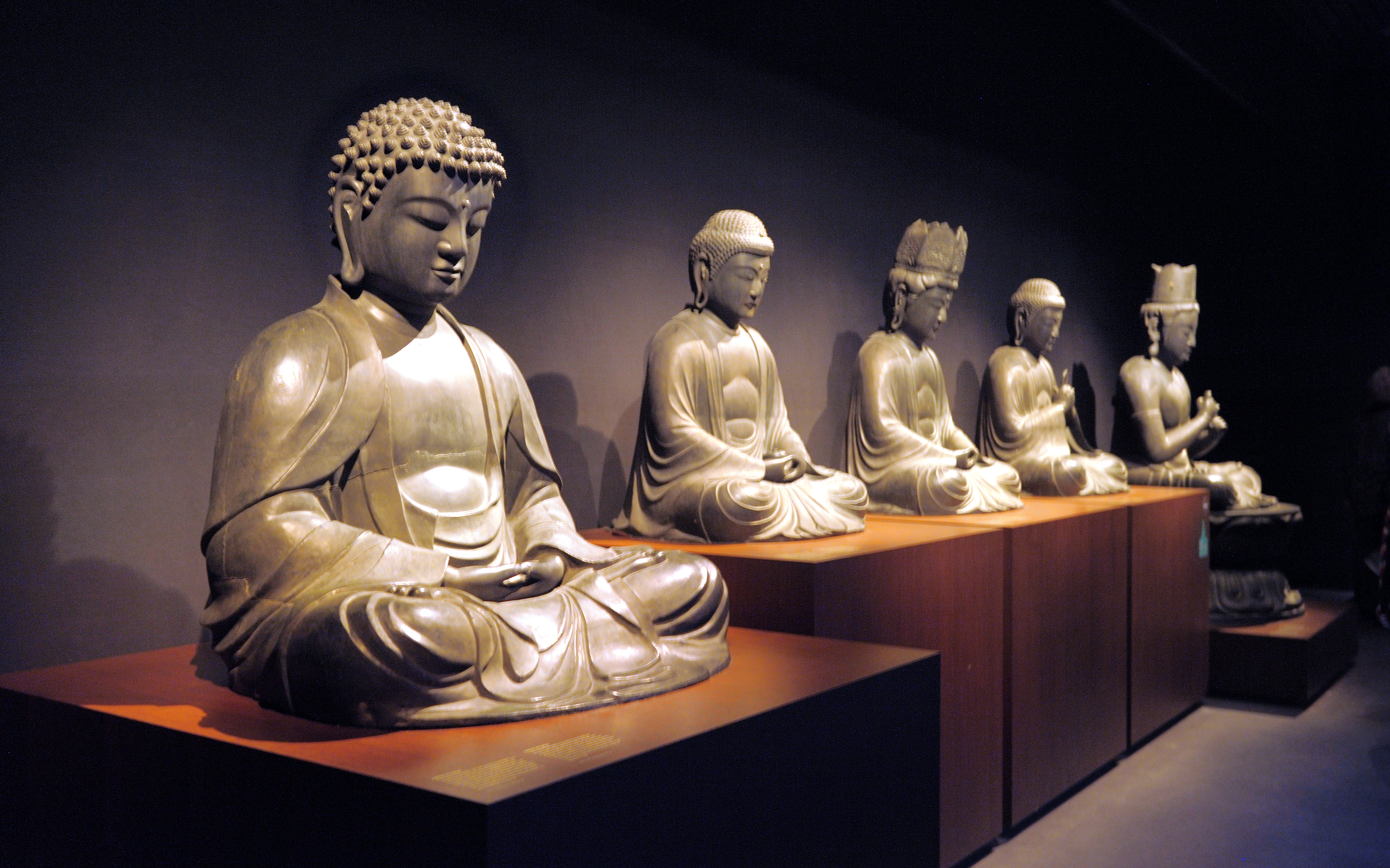
Estatuas de Buda de Japón, adquiridas por el museo en 1883 en la Exposición Internacional de Comercio Colonial de Ámsterdam.
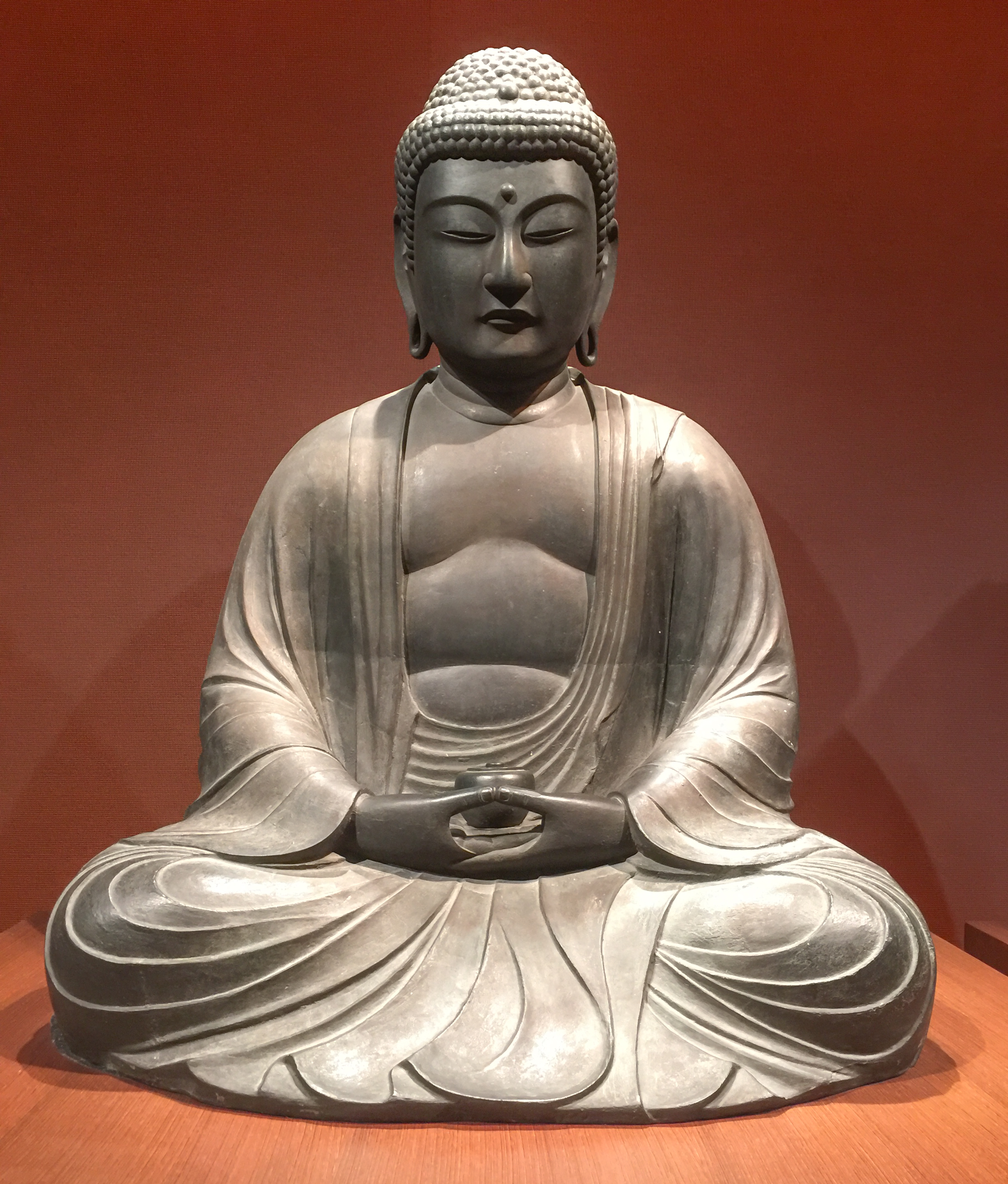
Yakushi Nyorai (el Buda de la Curación). Este Buda (y otras dos piezas centrales) proceden de un mausoleo del shogunato Tokugawa en el templo Zōjōji en Edo.
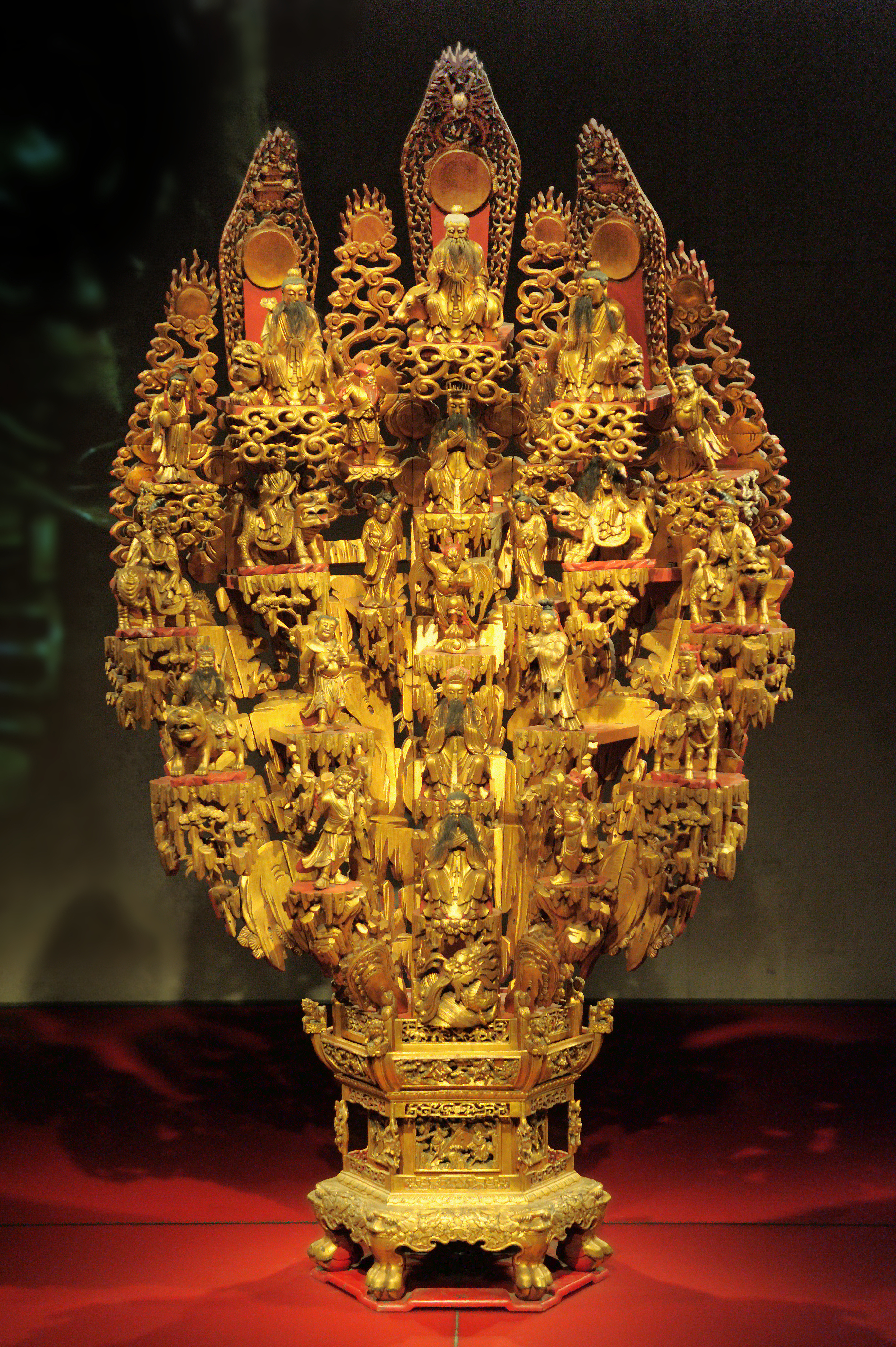
Montaña de los Inmortales, de China
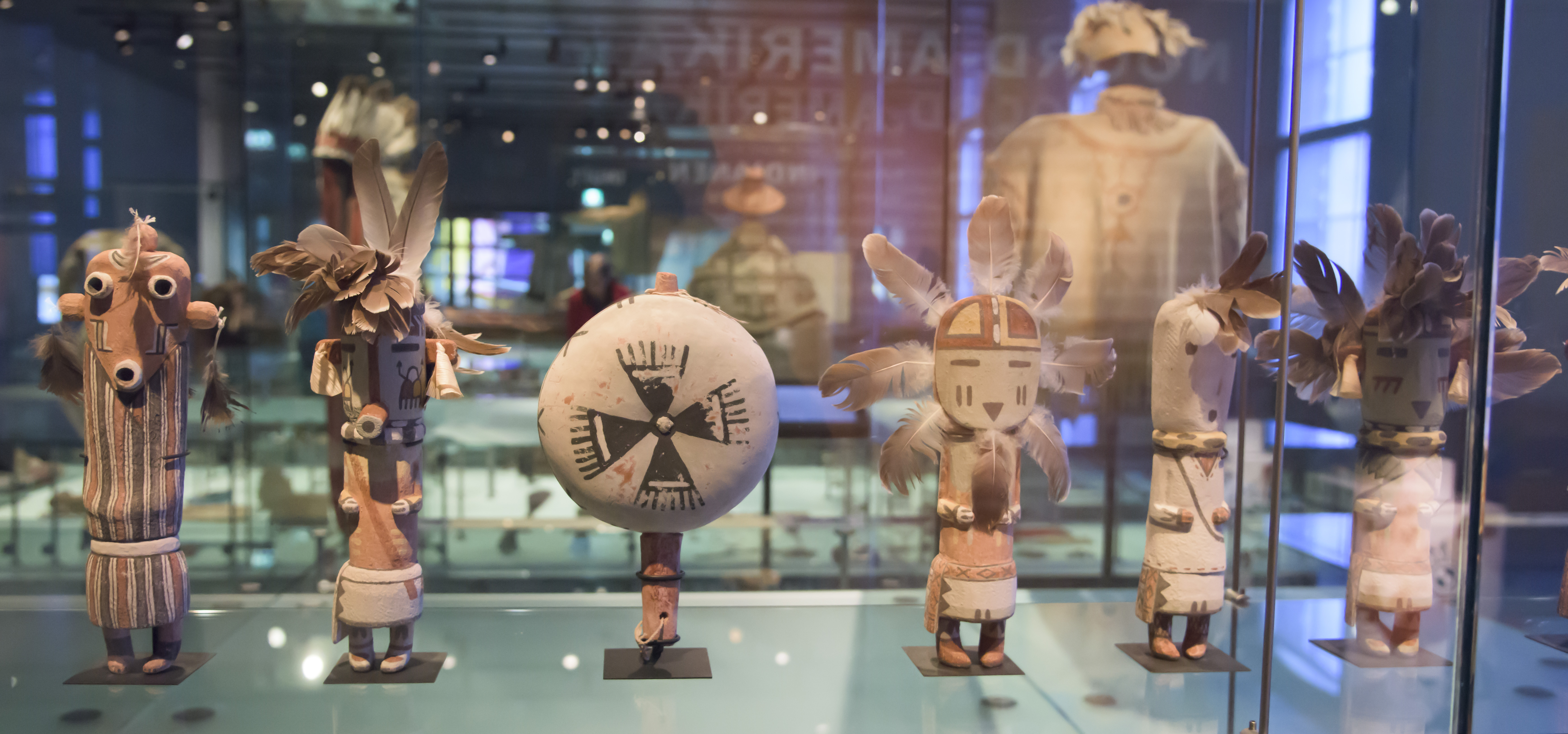
Muñecas Kachina de los indios pueblo, sudoeste de los Estados Unidos.
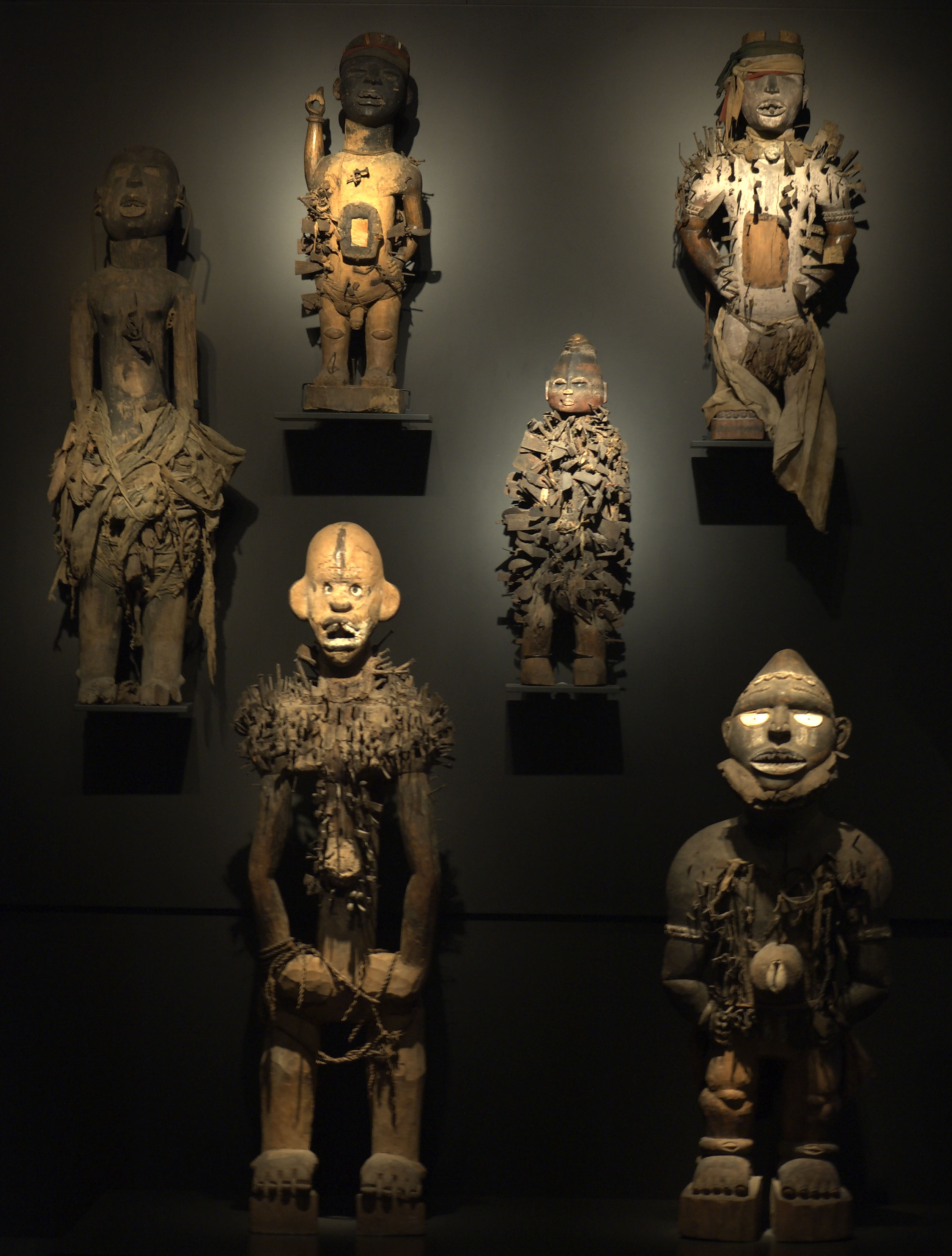
Nkondi, (Mangaaka), África Central, 1880-1900.
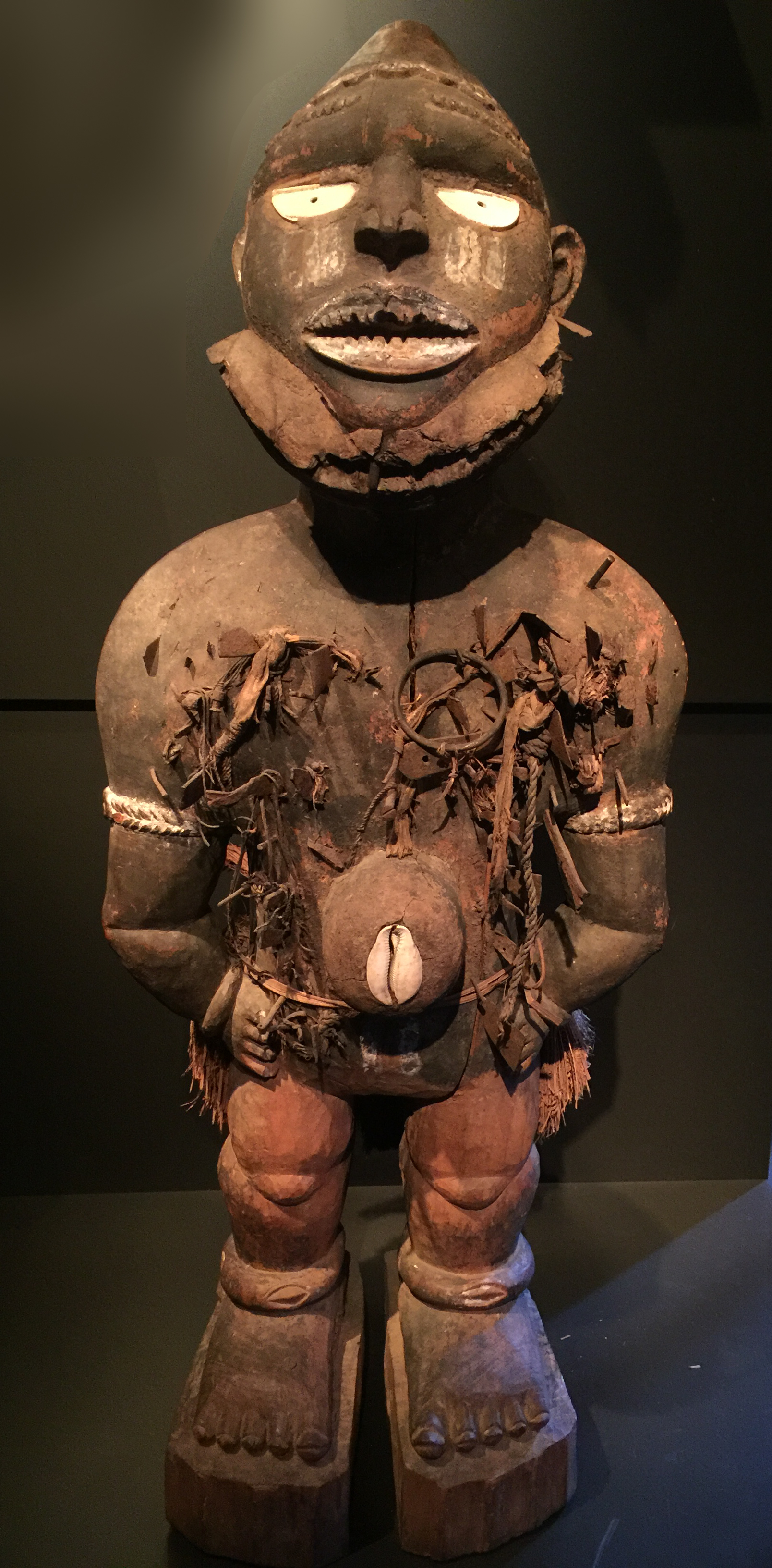
Nkondi.
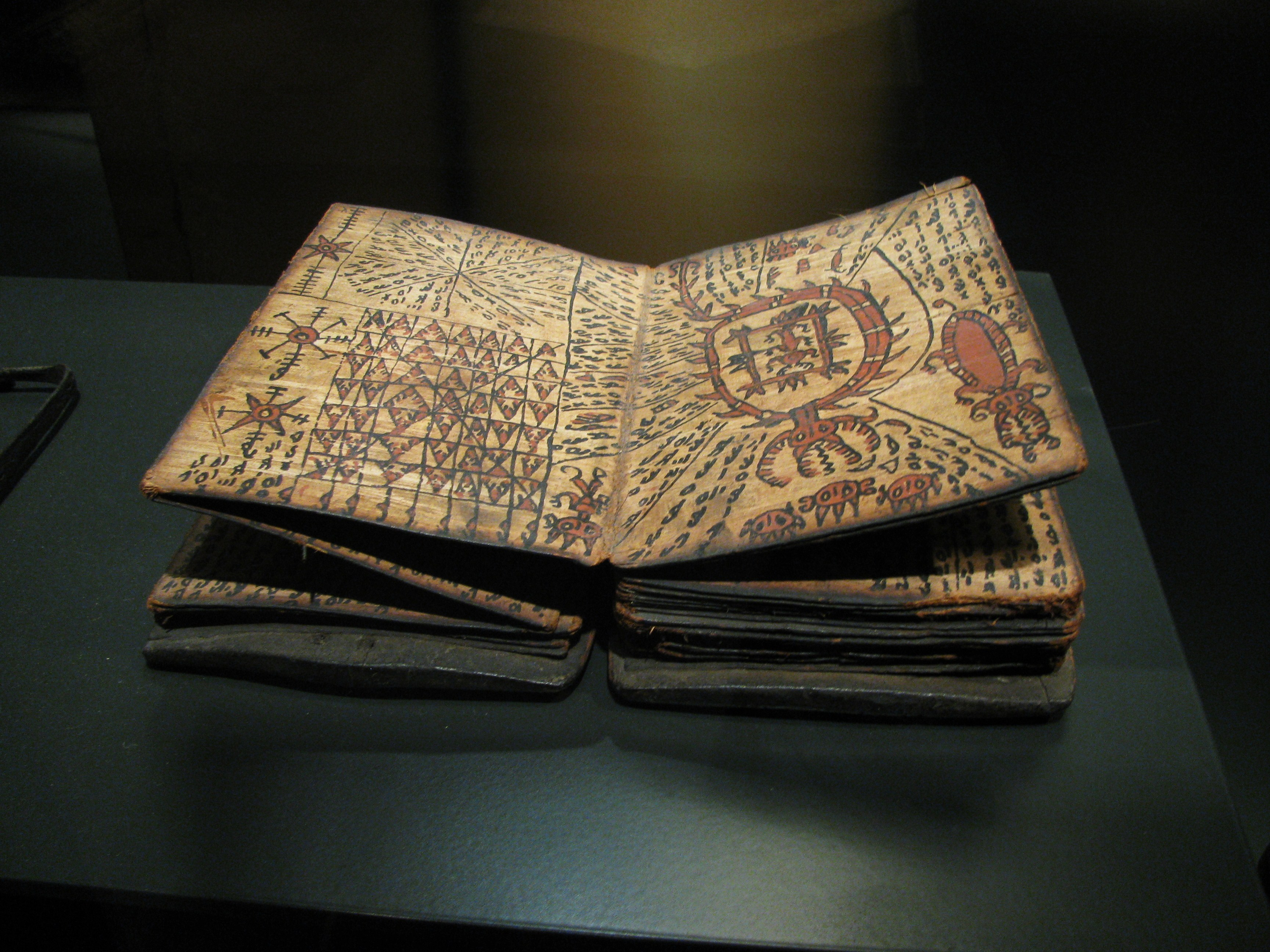
Pustaha del pueblo Batak Toba de Indonesia.
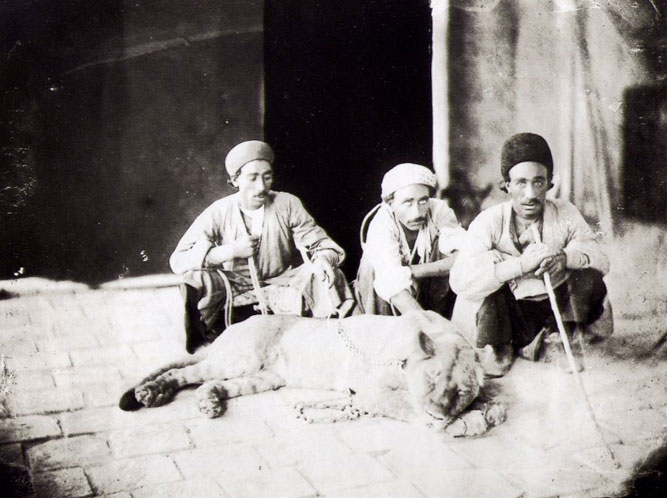
Hombres con un león vivo en Irán. Fotografía de Antoin Sevruguin (década de 1830-1933)